# Stüssy
Stüssy (/ˈstuːsi/) je módní značka založená v 80. letech minulého století Shawnem Stüssym. Je to jedna ze značek, která bodovala na poli trendů oblečení s surfařskou tematikou pocházejícího z Orange County v Kalifornii, postupem času se adaptovala a stála u vzniku kultury streetwear s přesahem do hip hopu.

## Historie
Zakladatel firmy, Shawn Stussy (narozen 1954), byl kalifornský výrobce surfů. Logo, které tuto značku definuje, se ujalo v 80. letech poté, co začal do ručně vyráběných surfařských prken vyškrabávat širokým hrotem svoje příjmení. Tímto logem, jež bylo inspirováno podpisem jeho strýce Janem Stüssym, opatřil i trička, čepice a kraťasy, které prodával z kufru svého auta v okolí Laguna Beach v Kalifornii.
Roku 1984 se Stüssy a jeho přítel Frank Sinatra Jr. (žádná spojitost s zpěvákem Frankem Sinatrou Jr.) spojili za účelem prodávat oblečení. Společnost v roce 1988 expandovala do Evropy a později otevřeli butik v SoHo v New Yorku. Značce se i nadále v 90. letech dařilo otvírat další obchody s obratem 17 miliónů dolarů roku 1991 a 20 miliónů dolarů v roce 1992. Značka se rozšířila po celých Spojených státech napříč obchody nabízejících oblečení s tematikou kalifornského životního stylu. Mimo Spojené státy bylo oblečení dostupné v obchodech nabících designérskou zahraniční módu. Roku 1996 Stüssy rezignoval z místa ředitele a prodal Sinatrovi podíl ve společnosti, jehož rodina ji stále vlastní.

## Styl
Počátek úspěchu značky byl přičítán její popularitě v hip hop a skateové/surfařské scéně. Značka byla zastoupena v punkové subkultuře a jiných pouličních subkulturách. V roce 1992 v rozhovoru Stussy řekl: „Všichni to nazývají surfovacím oblečením nebo městským streetwearem nebo kombinací obojího… Osobně to nějak nenazývám a dělám to účelně.“